# Diversité sexuelle et de genre

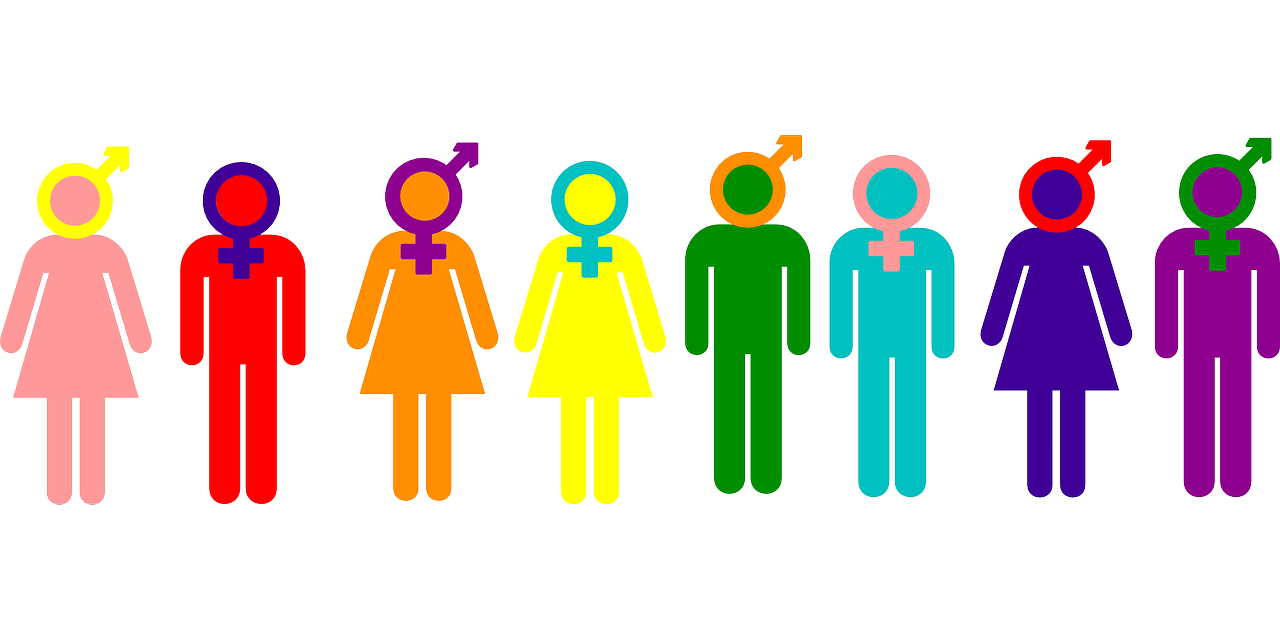
Image représentant la diversité sexuelle.

La diversité sexuelle et de genre, ou simplement diversité sexuelle, est un terme utilisé pour exprimer toutes les variantes des caractéristiques sexuelles, des orientations sexuelles et des identités du genre, sans le besoin de préciser pour chacune des identités des attitudes ou caractéristiques qui forment cette pluralité,,,.

## Système de genres
Les systèmes de genre sont des structures sociales qui établissent les modalités de la diversité de genres, notamment le nombre de genres, les rôles de genre et notre expression de genre qui sont associés dans chaque contexte social,,,,.
La binarité de genre est un exemple d'un système de genre qui propose une division du sexe (biologique) et du genre (sociologique) en deux catégories sociales distinctes (les hommes et les femmes) qui co-évoluent et se définissent l'une par rapport à l'autre ; si l'un est fort, l'autre sera faible, si l'un est doux, l'autre sera dur, si l'un est intellectuel, l'autre sera émotif, etc.

« Qu’est-ce que le système de genre ? C’est le système cognitif qui sépare l’humanité en deux groupes totalement distincts, totalement étanches, exclusifs l’un de l’autre et totalement hiérarchisés. »

La non-conformité au système de genres de sa culture est la variance de genre.

### Binarité de genre

#### Orientation sexuelle
Dans de nombreuses sociétés, en particulier occidentales, s'est développé au cours du début du XXe siècle le concept d'orientation sexuelle, c'est-à-dire d'une caractéristique identitaire d'une personne, qui définit ses attirances et relations sexuelles, soit comme exclusivement envers les personnes de son genre (homosexualité, lesbianisme, etc.), soit envers celles de l'autre genre (hétérosexualité), soit les deux (bisexualité, pansexualité). Cette vision s'est enrichie de nuances avec la création dans les années 1950 de l'échelle de Kinsey et la fin des années 1970 de la grille d'orientation sexuelle de Klein, toutes deux proposant des orientations intermédiaires entre homosexualité, bisexualité et hétérosexualité.
Cette conception d'une orientation sexuelle identitaire s'associe à des débats quant à son origine : elle pourrait être soit innée, et notamment avoir des origines biologiques, soit, comme le postule la théorie queer, résulter de l'environnement socio-culturel, de l'histoire de vie et des choix de la personne.
Depuis le début du XXIe siècle se rajoute l'asexualité, pour les personnes n'éprouvant pas d'attirance sexuelle. Mais il existe aussi le polyamour une nouvelle forme de couple non exclusive et polygame qui consiste à avoir plusieurs partenaires amoureux et/ou sexuels.

#### Hétérosexisme
L'hétérosexualité, qu'on la considère comme ensemble de pratiques des relations entre hommes et femmes ou comme orientation sexuelle, est une norme sociale. L'existence de cette norme sociale est désignée par les concepts d'hétérosexisme (terme générique), d'hétéronormativité (terme désignant plutôt la manière dont la perception par défaut des personnes est une présomption d'hétérosexualité) et d'hétérosexualité forcée.
Les théories queers et féministes interrogent l'hétérosexualité comme norme sociale, et l'analysent en interaction avec le patriarcat et les violences contre les femmes, créant le concept d'hétéropatriarcat pour désigner cette articulation.
L'hétérosexualité comme norme sociale fait que les comportements homosexuels sont condamnés plus ou moins fortement par les sociétés et que les lesbiennes, hommes gays, personnes bisexuelles et d'autres orientations se retrouvent en position minoritaire et subissent violences et discriminations spécifiques. Les termes non-hétérosexuel, minorités sexuelles et le sigle LGBT et ses variantes désignent l'ensemble des identités qui ne s'inscrivent pas dans la norme hétérosexuelle.

#### Exceptions temporelles aux rôles binaires
Dans certaines régions de l'Afghanistan et du Pakistan, des filles peuvent être élevées en garçon afin de bénéficier du statut social de ces derniers. Celles-ci, appelées bacha posh, reprennent un rôle féminin au moment de la puberté et/ou de leur mariage.

### Identité de genre
L'identité de genre est une conception occidentale datant des années 1950 et 1960. Initialement conceptualisée comme explication de l'homosexualité comme une masculinisation des femmes (ou féminisation des hommes), elle est depuis utilisée pour différencier la cisidentité de la transidentité : femmes cisgenres et transgenres ont ainsi la même identité de genre, la différence étant que les femmes cisgenres sont assignées femmes à la naissance tandis que les femmes transgenres sont assignées homme.

### Non-binarité

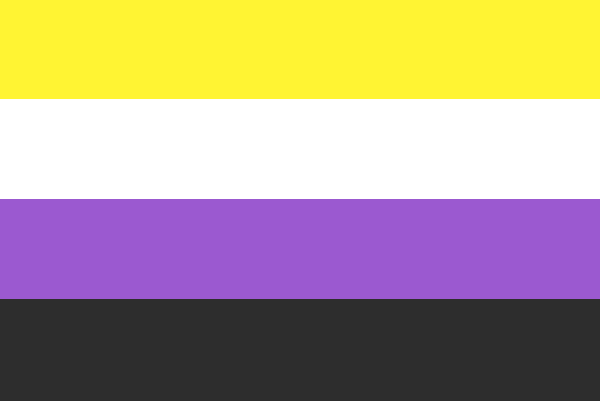
Le drapeau non-binaire, créé en 2013. Composé de 4 bandes horizontales, le jaune pour le non-binaire, le blanc pour représenter tous les genres, le noir pour les personnes qui se définissent sans genre et le violet pour la communauté.

La non-binarité a plusieurs sens. Le premier et plus ancien, historiquement appelée troisième genre, en particulier en anthropologie, désigne le découpage des rôles sociaux dans une société comme comprenant plus de catégories que seulement « homme » et « femme », mais une ou plusieurs supplémentaires. Ces troisièmes (ou plus) genres sont aussi anciens que les sociétés elles-mêmes.
Le deuxième, datant des années 1970, est issu de l'intersection du féminisme matérialiste et du lesbianisme politique et permet de caractériser la position unique des lesbiennes au sein de l'hétéropatriarcat.
Enfin, la non-binarité peut désigner des genres autres que femmes et hommes dans les sociétés occidentales, genres qui ne sont pas associés à des rôles sociaux particuliers et définis.

#### Systèmes de genre non-binaires

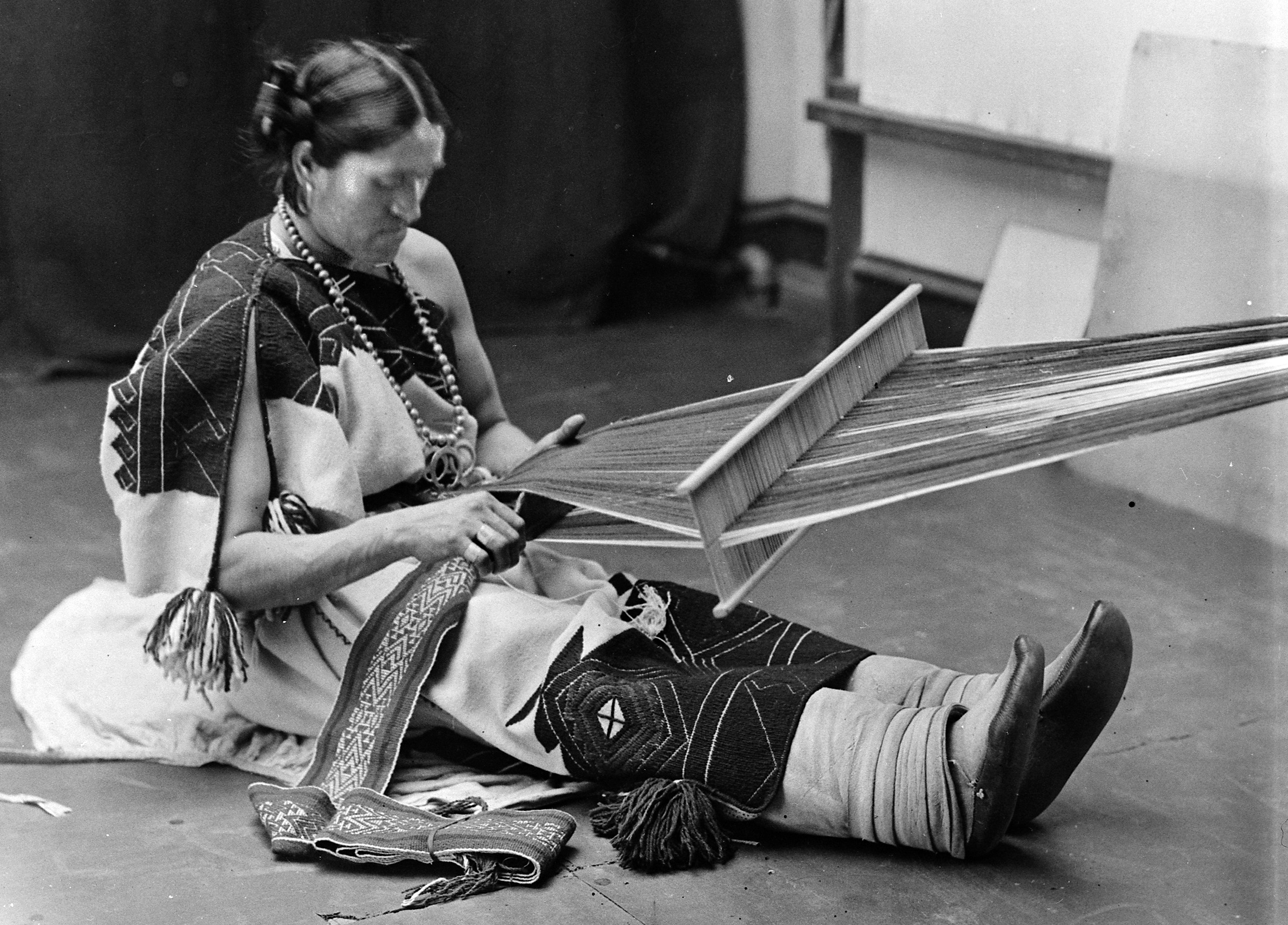
We'wha, personne bispirituelle Zuñi, en train de filer.

Dans les années 1990 est conceptualisée la bispiritualité, un terme englobant l'ensemble des genres non-binaires des nations autochtones d'Amérique du Nord. Chaque nation a son propre système à trois ou quatre genres, avec des rôles et noms spécifiques, les troisièmes et quatrièmes genres étant un mélange entre les rôles masculins et féminins ; l'appartenance à un genre relevant de la bispiritualité est vue parfois comme relevant du choix de la personne, soit comme un signe de forte spiritualité.
La culture zapotèque fonctionne avec un troisième genre, les muxhes, proche de celui des femmes ; si être muxhe est vu en culture zapotèque comme innée, des familles sans fille cherchent aussi à ce que leur plus jeune fils passe de garçon à muxhe afin qu'ils s'occupent d'eux dans leur vieillesse.
Le sous-continent indien possède aussi un troisième genre, les hijras, pensé comme absence de genre. Si leur statut social avant la colonisation britannique était assez élevé, époque à laquelle les hijras étaient symbole de fertilité, celui-ci a dramatiquement baissé sous l'influence homophobe du colonisateur au point que les hijras puissent être considérées comme inférieures aux intouchables. De plus en plus d'hijras se considèrent comme des femmes trans, ou avec une expérience similaire à elles.
Les Bugis ont un système à cinq genres : hommes, femmes, gynandrie, androgynie et bissu, ces derniers étant considérés comme transcendant le concept de genre et ayant un statut intermédiaire entre hommes et dieux.

#### Lesbianisme matérialiste
Monique Wittig publie en 1992 Pensée straight, retranscription d'une conférence qu'elle a donné au Barnard College. Elle y désigne l'hétérosexualité non pas comme une orientation sexuelle, mais comme un régime politique qui crée deux catégories de personnes formant des classes, avec une classe (les hommes) exploitant l'autre (les femmes).

« La femme n'a de sens que dans les systèmes de pensée et les systèmes économiques hétérosexuels. […] Les lesbiennes ne sont pas des femmes. »

En effet, les lesbiennes, n'ayant pas de relation avec les hommes et ne réalisant pas pour eux de travail domestique, sexuel ou reproductif, ne sont pas exploitées par eux et sont ainsi une troisième classe de genre.

#### Identités non binaires
Il y a de nombreuses identités de genre faisant partie de la non-binarité. La plus connu reste les genderfluid qui consiste à avoir un genre et une identité de genre qui fluctue, qui ne reste pas la même entre féminin, maculin et androgyne et regroupe les personnes qui se retrouve dans plusieurs genre (femme, homme, non binaire) ou dans aucun.

## Orientation sexuelle et identité de genre

### LGBT

Nouveau drapeau inclusif du designer Daniel Quasar, une version retravaillée du drapeau LGBTQ originel. Le motif à chevrons blanc, rose et bleu clair du drapeau reprend les couleurs du drapeau transgenre, tandis que les bandes marron et noires représentent les personnes racisés marginalisées. La bande noire a une double signification : elle rend hommage aux personnes décédées du VIH/sida et ceux qui subissent encore de la stigmatisation à cause du VIH.

Dans les pays occidentaux, l'orientation sexuelle et l'identité du genre sont généralement classifiées d'une manière simple (hétérosexuels, homosexuels et bisexuels pour l'orientation et transgenre ou cisgenre pour le genre). La diversité sexuelle inclut aussi les personnes intersexes, qui sont nées avec des caractéristiques sexuelles qui ne correspondent pas aux définitions typiques de « mâle » et « femelle ». Les lesbiennes, hommes gays, personnes bisexuelles, femmes trans, hommes trans, personnes non-binaires et personnes intersexes sont réunies sous le signe LGBTI. Les personnes asexuelles sont parfois incluses dans la liste.
Durant les dernières décennies[Depuis quand ?], des théories en sexologie telles que la théorie de Kinsey et la théorie Queer ont été développées, qui trouvent que la classification mentionnée ci-dessus n'est pas suffisante pour décrire la complexité sexuelle chez l’être humain, voire chez les espèces animales. Par exemple, certaines personnes peuvent avoir une orientation sexuelle intermédiaire entre hétérosexuel et bisexuel (hétéroflexible), ou entre homosexuel et bisexuel (homoflexible), ou bien dont l'identité ne peut pas être définie, comme les personnes non-binaires.

### Non hétérosexuel
Le terme non hétérosexuel est utilisé dans les études de genre et féministes ainsi que dans la littérature académique pour aider à différencier les identités sexuelles, avec une compréhension variable des implications de ces identités sexuelles,,,. Le terme est similaire à queer, mais politiquement moins chargé et plus clinique ; être queer se réfère généralement à être non normatif et non hétérosexuel,,. Être queer est avant tout culturel et politique, la transcription exacte signifie « bizarre » et « anormal » et désigne les personnes qui ne rentrent pas dans les codes sociaux binaires et hétéro-normative. Certains disent que non hétérosexuel est le seul terme utile pour le maintien de la cohérence dans la recherche, et suggèrent qu'il « met en évidence une lacune dans notre langue autour de l'identité sexuelle » ; par exemple, son utilisation peut permettre l'occultation de la bisexualité.
L'expression non hétérosexuel apparaît principalement dans les environnements de recherche, et peut être utilisée comme un moyen d'éviter des termes jugés politiquement incorrects comme lesbienne, gouine, gay, bisexuel, etc. qu'un certain nombre de personnes homosexuelles ou bisexuelles utilisent comme auto-descripteurs,,. Par exemple, l'échelle de Kinsey peut être divisée entre ceux exclusivement hétérosexuels, ceux exclusivement homosexuels et tous les autres. Le terme a pris plus d’ampleur dans le domaine universitaire dans les années 1980 et une place plus importante dans les années 1990 avec de grandes études d'identités de jeunes non-hétérosexuels et un plus petit nombre d'études portant spécifiquement sur les étudiants non hétérosexuels.
Parfois, non hétérosexuel est également utilisé pour décrire les personnes transgenres et intersexuées,,. Cependant, dans ces situations, l'expression « non cisgenre » lui est préférée.

### Allosexuel et altersexuel
Depuis les années 2000, les mots allosexuel et altersexuel constituent des tentatives de nommer les personnes non-hétérosexuelles. Le Grand dictionnaire terminologique de l’Office québécois de la langue française avait entériné cet usage, proposé par le Regroupement d’entraide de la jeunesse allosexuelle du Québec (le REJAQ) en 2005. Depuis, puisque les termes allosexuel et altersexuel ne se sont pas implantés, les termes queer et personne queer sont désormais ceux à privilégier et parce qu'ils sont légitimés en français au Québec et ailleurs en francophonie.

## Queer
Le terme « queer » est polysémique. Dans Le Grand dictionnaire terminologique, québécois, définit en 2019 le terme queer comme « Personne qui ne s'identifie à aucune catégorie relative à son orientation sexuelle et à son identité de genre ». « Les termes personne queer et queer sont aussi employés pour désigner les personnes dont l'identité de genre et le genre assigné à la naissance ne concordent pas, ou dont l'orientation sexuelle est autre qu'hétérosexuelle ».
Le linguiste québécois Gabriel Martin, en 2017, traite pour sa part l'adjectif queer comme un polysème. Il indique que le sens de base de queer, en français, se définit ainsi : « Qui s’inscrit dans un ensemble de courants de pensée politisés, axés sur l’analyse et la remise en question des construits sociaux traditionnels et normatifs qui ont trait aux questions de genre, de sexe et de sexualité ». Ce sens de queer est notamment celui de la théorie queer.